# Palacio Savoy
El palacio Savoy fue un antiguo palacio medieval ahora completamente desaparecido que fue considerado una de las más importantes townhouses de la nobleza en el Londres de la época. Juan de Gante residió en él hasta su destrucción en un incendio provocado durante la rebelión de 1381. Su fachada norte daba entonces a la vía del Strand, y estaba en el sitio ahora ocupado por el teatro Savoy y el hotel Savoy. Se encontraba dentro de los límites del liberty del Savoy.

## Historia del palacio

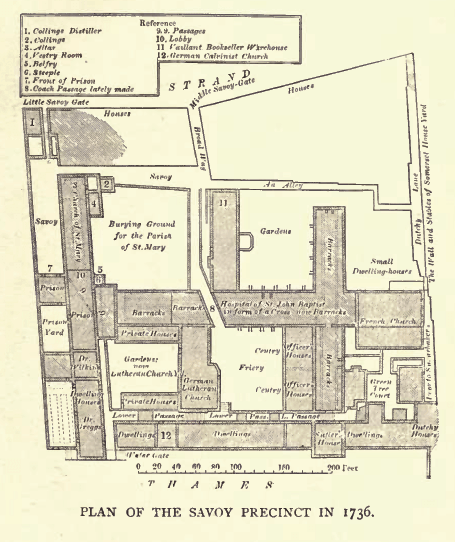
Plano del palacio, en 1736.

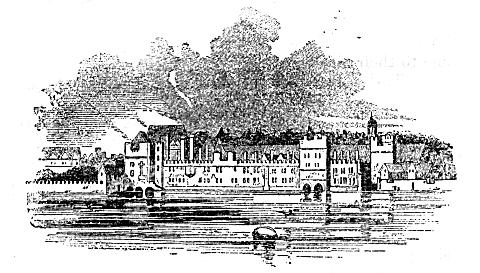
El palacio Savoy. Ilustración en The Town: Its Memorable Characters and Events. St Paul's to St James's (1848), por Leigh Hunt (basado en fuentes anteriores).

Durante la Edad Media, si bien existían otros palacios nobles dentro de las murallas de la ciudad, la ubicación más deseada por la nobleza para sus residencias era The Strand, que abarcaba la mayor parte de la principal ruta ceremonial entre la city de Londres y el palacio de Westminster, donde tenían lugar los contactos entre el parlamento y la corte real. En esa zona, un noble podía tener fácil acceso al Támesis, antigua vía de intercambio comercial y de pasajeros, además de no verse afectado por el mal olor, el humo, los peligros de incendios y el tumulto social propios del centro de Londres, ubicado aguas abajo en el río.
En 1246 Enrique III adjudicó en propiedad las tierras desde The Strand hasta el Támesis a Pedro II de Saboya, tío de su esposa, la reina consorte Leonor de Provenza, y le nombró conde de Richmond. La mansión que construyó allí fue más tarde la residencia de Edmundo de Lancaster. Sus descendientes, los duques de Lancaster, también vivieron allí hasta el siglo XIV, cuando The Strand fue pavimentada hasta el Savoy. Pasó a ser la gran residencia a orillas del río de Juan de Gante, hijo más joven de Eduardo III, quien por vía matrimonial había heredado los títulos y las tierras de los duques de Lancaster. En su momento fue quién ejerció el verdadero poder detrás del trono (pues el reinante Ricardo II aún era un niño) y llegó a ser la persona más rica del reino. El palacio Savoy fue la más importante y lujosa mansión noble de Inglaterra y fue célebre por las magníficas colecciones de tapices, joyas y ornamentos que albergaba. Geoffrey Chaucer comenzó a escribir algunos de sus poemas mientras estuvo empleado en el palacio.

### Destrucción

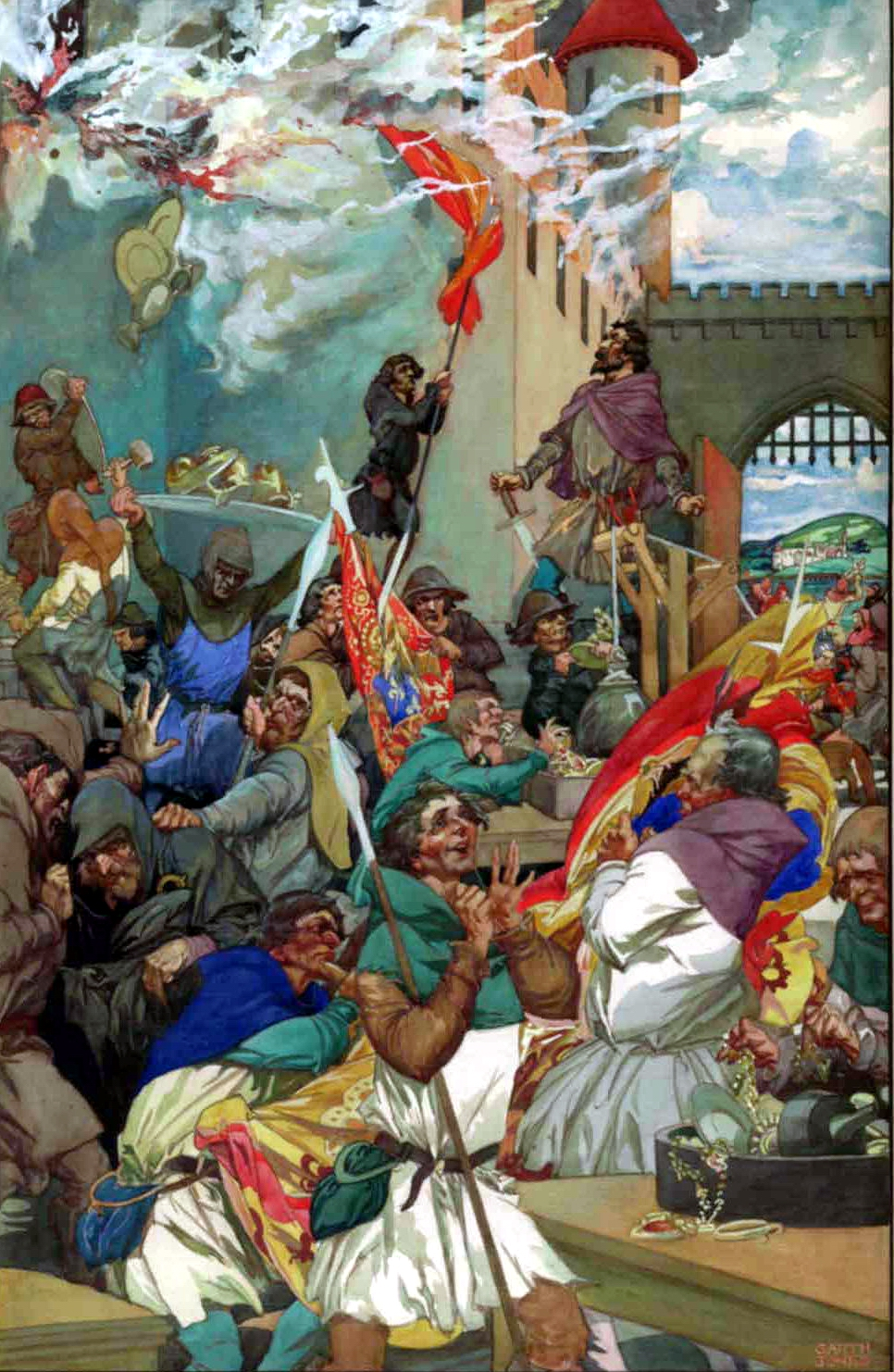
Los campesinos de Wat Tyler queman el palacio Savoy, A. D. 1381 (The Peasants (Wat Tyler) burn Palace of the Savoy. A.D. 1381), por Alfred Garth Jones.

Durante la rebelión de 1381 liderada por Wat Tyler, los rebeldes culparon a Juan de Gante por la imposición del impuesto de capitación que precipitó la revuelta y destruyeron sistemáticamente el Savoy con todo lo que estaba en su interior. Lo que no pudo ser destruido o quemado fue arrojado al río. Las joyas fueron pulverizadas con martillos y se dijo que un agitador fue asesinado al pretender quedarse con un cáliz de plata. A pesar de este episodio, el sitio retuvo su nombre.

## Hospital Savoy

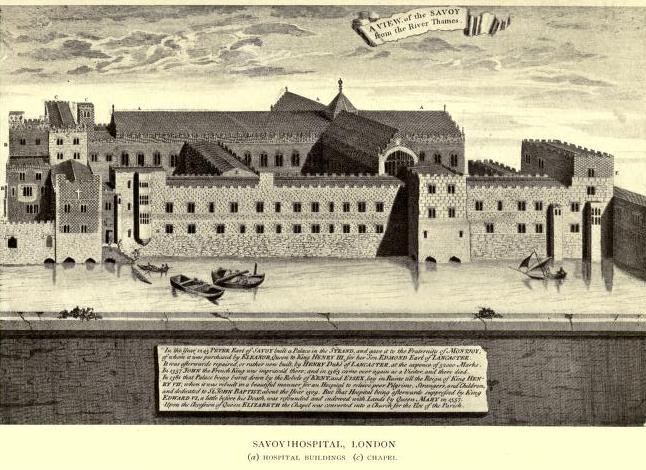
El hospital Savoy, ilustración publicada originalmente en Vetusta Monumenta, vol. 1, 1747.

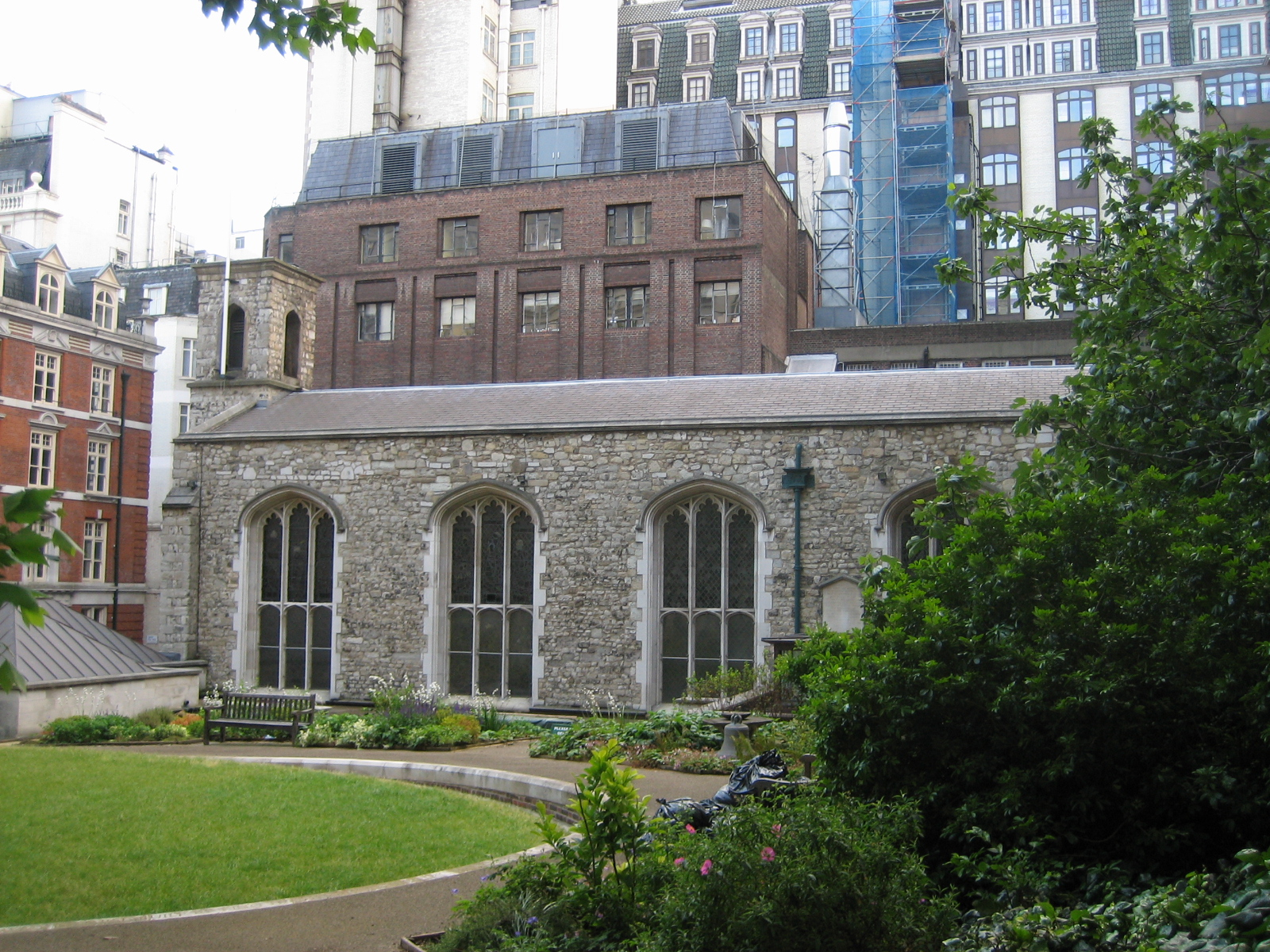
La capilla del Savoy.

En este emplazamiento se construyó el hospital Savoy, siguiendo las instrucciones del testamento de Enrique VII, de que se destinara a la gente más pobre y necesitada. Fue inaugurado en 1512.
La estructura principal constituyó el hospital más grande de su época en Inglaterra. Fue el primero en beneficiarse de un equipo permanente de médicos. Cerró en 1702 y en el siglo XIX sus viejas estructuras fueron demolidas, a excepción de la capilla del Savoy.
Los directores del hospital Savoy fueron:
- 1517 William Hogill
- 1551 Robert Bowes
- 1556 Ralph Jackson
- 1559-1570 Thomas Thurland
- 1594-1602 William Mount
- 1602 Richard Neale
- 1608 George Montaigne
- 1618 Walter Balconquall
- 1618-1621 Marc Antonio de Dominis
- 1621 Walter Balconquall
- 1645-1658? John Bond
- 1658–1660 William Hooke
- 1660 Thomas Warmestry
- 1661-1663 Gilbert Sheldon
- 1663-1699 Henry Killigrew

## Capilla del Savoy
Fue consagrada a Juan el Bautista y es la única construcción que se mantuvo del hospital original. Pertenece a la iglesia de Inglaterra como templo del ducado de Lancaster y de la Real Orden Victoriana. Antes había albergado otras congregaciones religiosas, como por ejemplo la luterana.

## Teatro y hotel Savoy
Ubicados en el mismo emplazamiento del palacio, el hotel Savoy y el teatro Savoy conservan su mismo nombre. Varias de las calles cercanas también deben su nombre al palacio: Savoy Buildings, Court, Hill, Place, Row, Street y Way. Savoy Place es la sede londinense del Instituto de Ingeniería y Tecnología (Institution of Engineering and Technology - IET).